# Dan Berglund
Dan Berglund, född 16 mars 1954 i Helsingfors, Finland, är en sverigefinlandssvensk vissångare från Göteborg. Berglund var under 1970-talet nära knuten till KPML(r), som numera går under namnet Kommunistiska Partiet. Han har varit aktiv musiker sedan han debuterade med en spelning för strejkande hamnarbetare i Göteborg i maj 1974 (Se Stöd de strejkande hamnarbetarna). Året därpå släpptes hans första musikalbum, En järnarbetares visor, på skivbolaget Proletärkultur.
År 1979 sålde han sin gitarr och bröt med KPML(r). Han tog emellertid upp musiken igen efter att ha fått en ny gitarr av en vän (Axel Falk). Nästa album, Vildmarken släpptes 1987 och märks framför allt av den nedskruvade politiska tonen. Enligt Berglund sålde albumet dåligt trots att kritikerna uppskattade det. Elva år senare släpptes ett samlingsalbum och det dröjde fram till 2007 innan han släppte nästa nyproducerade musikalbum, Såna som vi....
Några av Berglunds starkaste influenser är Bob Dylan, Leonard Cohen, Ivar Lo-Johansson, Pablo Neruda, Joyce Carol Oates, Cervantes och Wisława Szymborska. Idag turnerar han fortfarande och spelar sina gamla visor, med vissa förändringar i texterna.
Berglund belönades 2009 med Birger Sjöberg-priset.

## Diskografi
- 1975 – En järnarbetares visor
- 1977 – Dan Berglund sjunger Rudolf Nilsen
- 1979 – Den stora maskeraden
- 1987 – Vildmarken
- 1999 – Mina herrar (samlingsalbum)
- 2007 – Såna som vi...
- 2011 – Allt är idioternas fel
- 2024 – Liv och dikt